# Kreuzweg (Pülfringen)

Der Kreuzweg im Friedhof Pülfringen

Der Kreuzweg in Pülfringen, einem Ortsteil der Gemeinde Königheim im Main-Tauber-Kreis in Baden-Württemberg, befindet sich längs der Friedhofsmauer im Pülfringer Friedhof. Im Jahre 1888 wurde ein von Wohltätern gestifteter Kreuzweg längs der Friedhofsmauer erstellt; der Unterbau aus massivem roten Sandstein; im Oberbau sind in Relief die Stationsbilder aus Terrakotta in Glasverschluss in stimmungsvollen Farben angebracht. Der Freilandkreuzweg steht unter Denkmalschutz.
Im Laufe der Jahre, auch umweltbedingt, erlitt der Kreuzweg starke Schäden. Unter großem Aufwand wurden alle 14 Stationen restauriert, bevor der Kreuzweg 1994/95 wieder im Friedhof Pülfringen aufgestellt wurde.

## Kreuzwegstationen
Der Pülfringer Kreuzweg im Friedhof umfasst 14 Stationen, welche die folgenden Inschriften aufweisen:

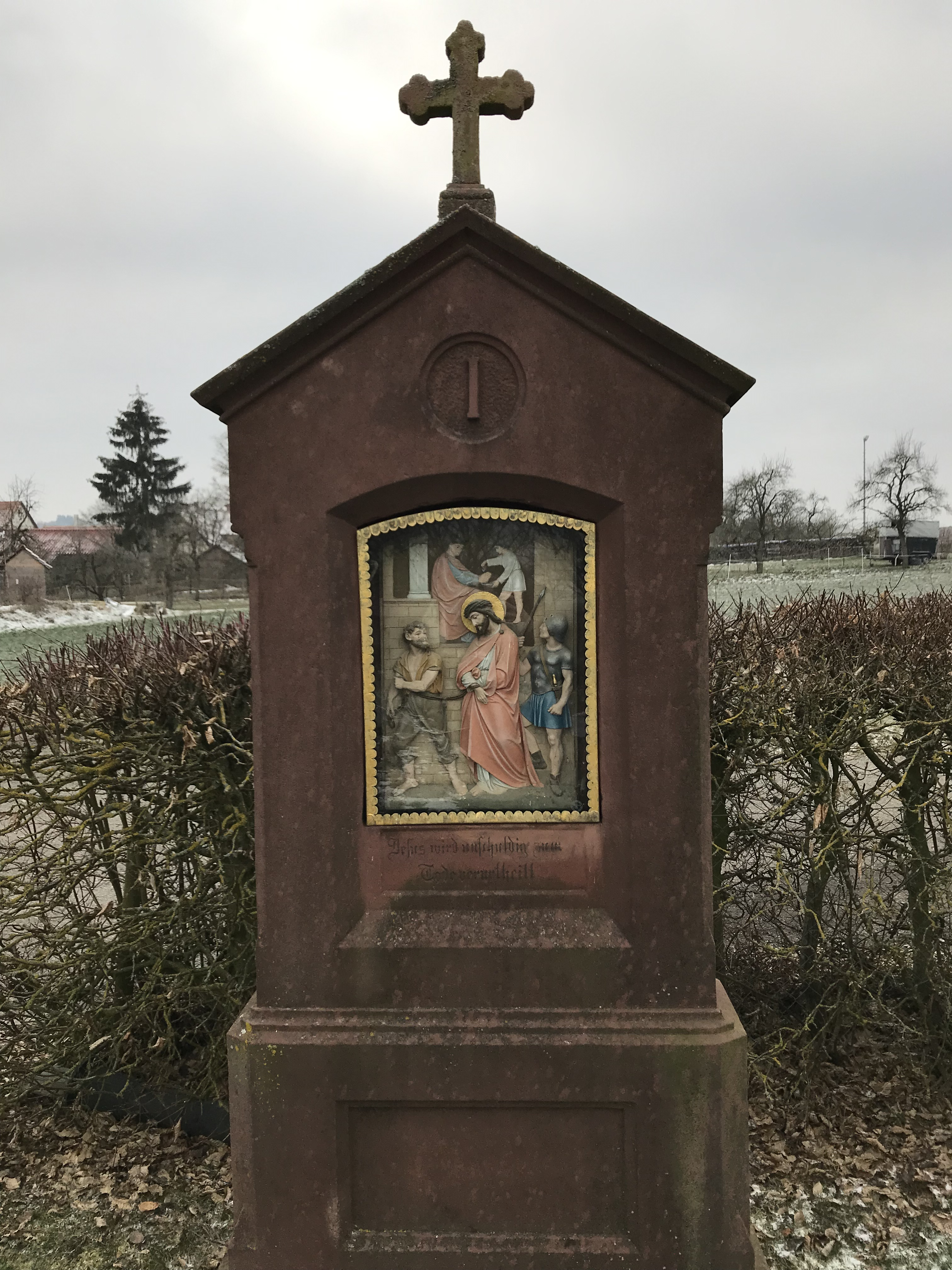
I. Jesus wird unschuldig zum Tode verurteilt
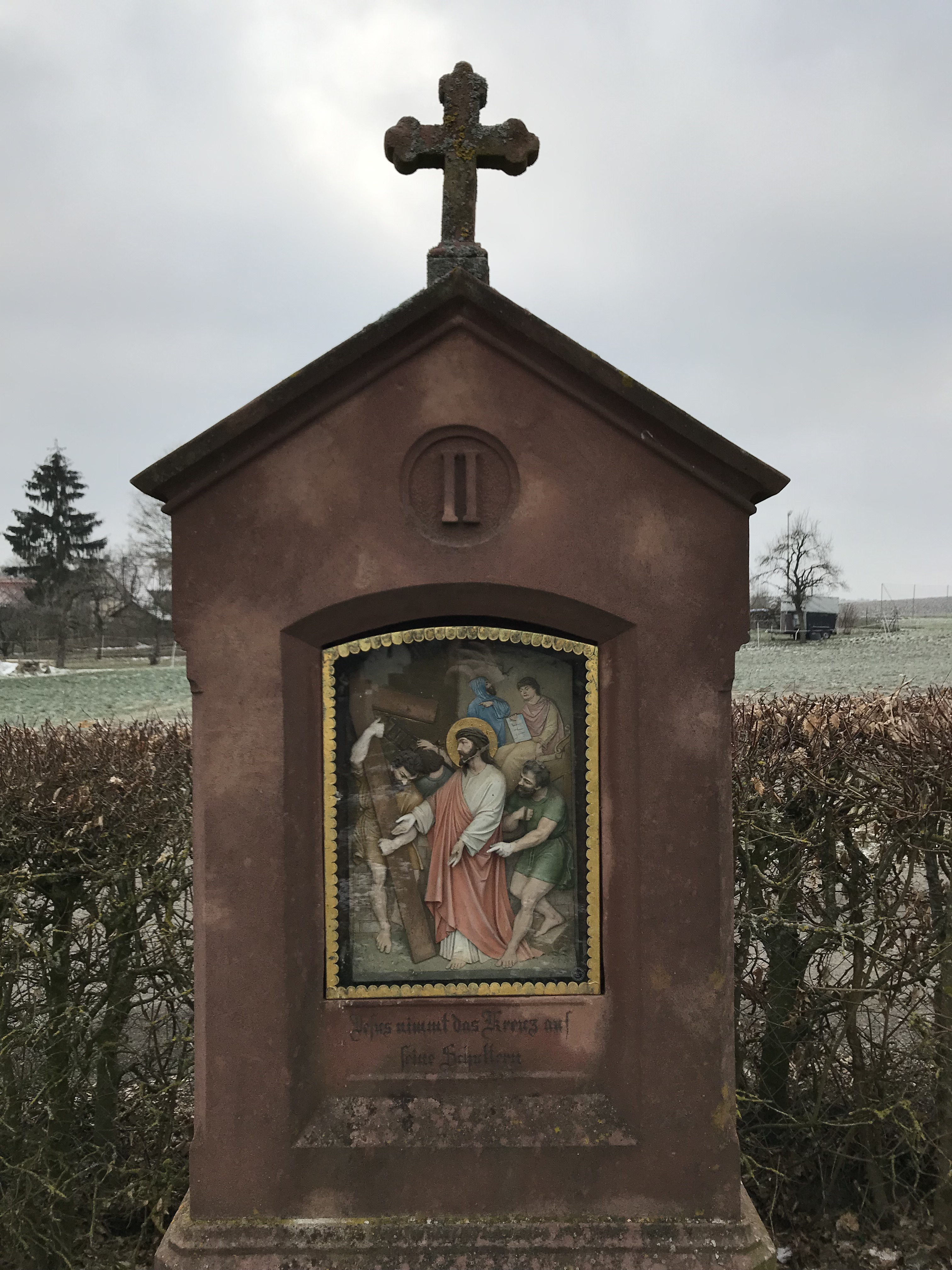
II. Jesus nimmt das Kreuz auf seine Schultern
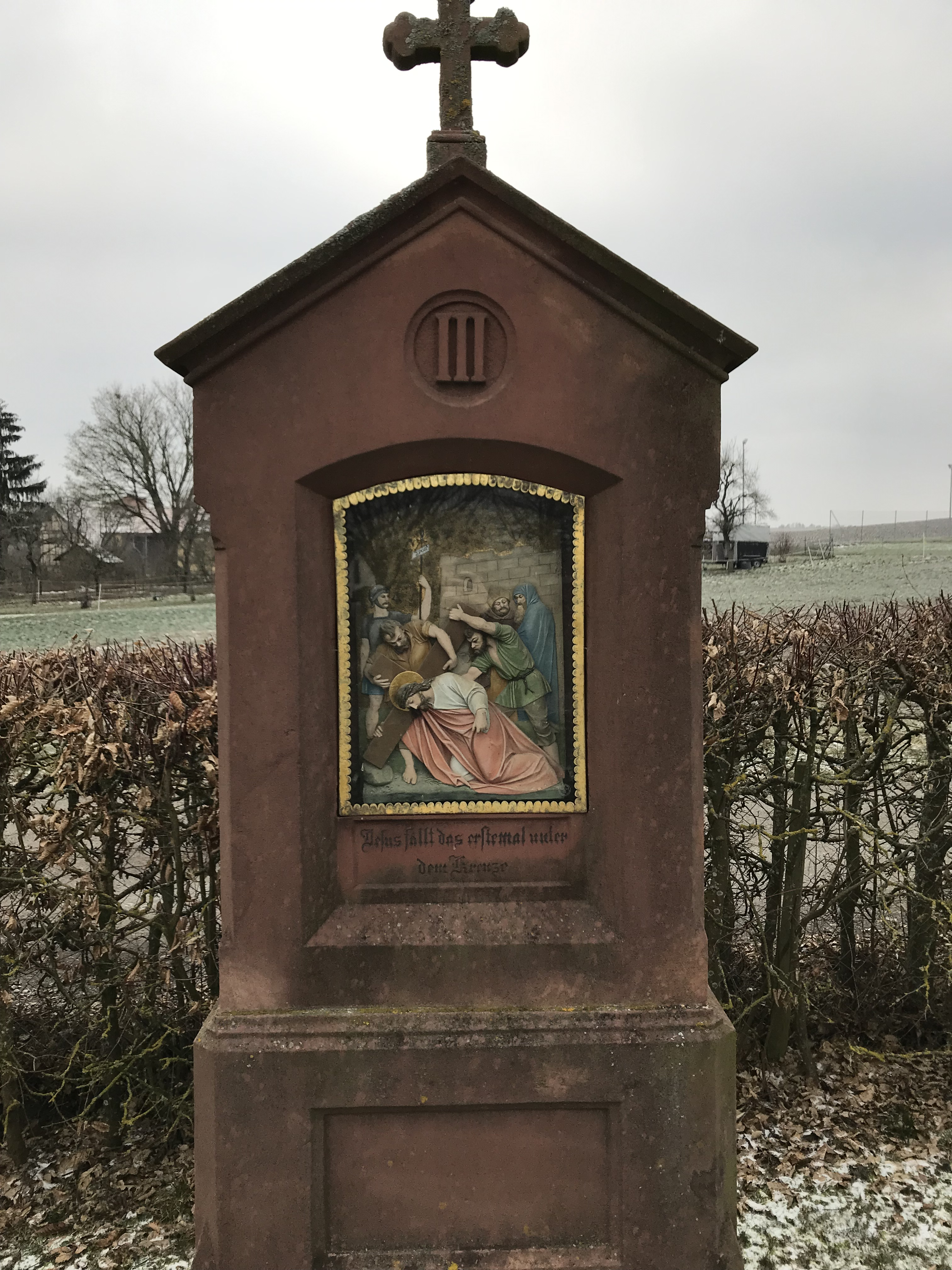
III. Jesus fällt das erste Mal unter dem Kreuz
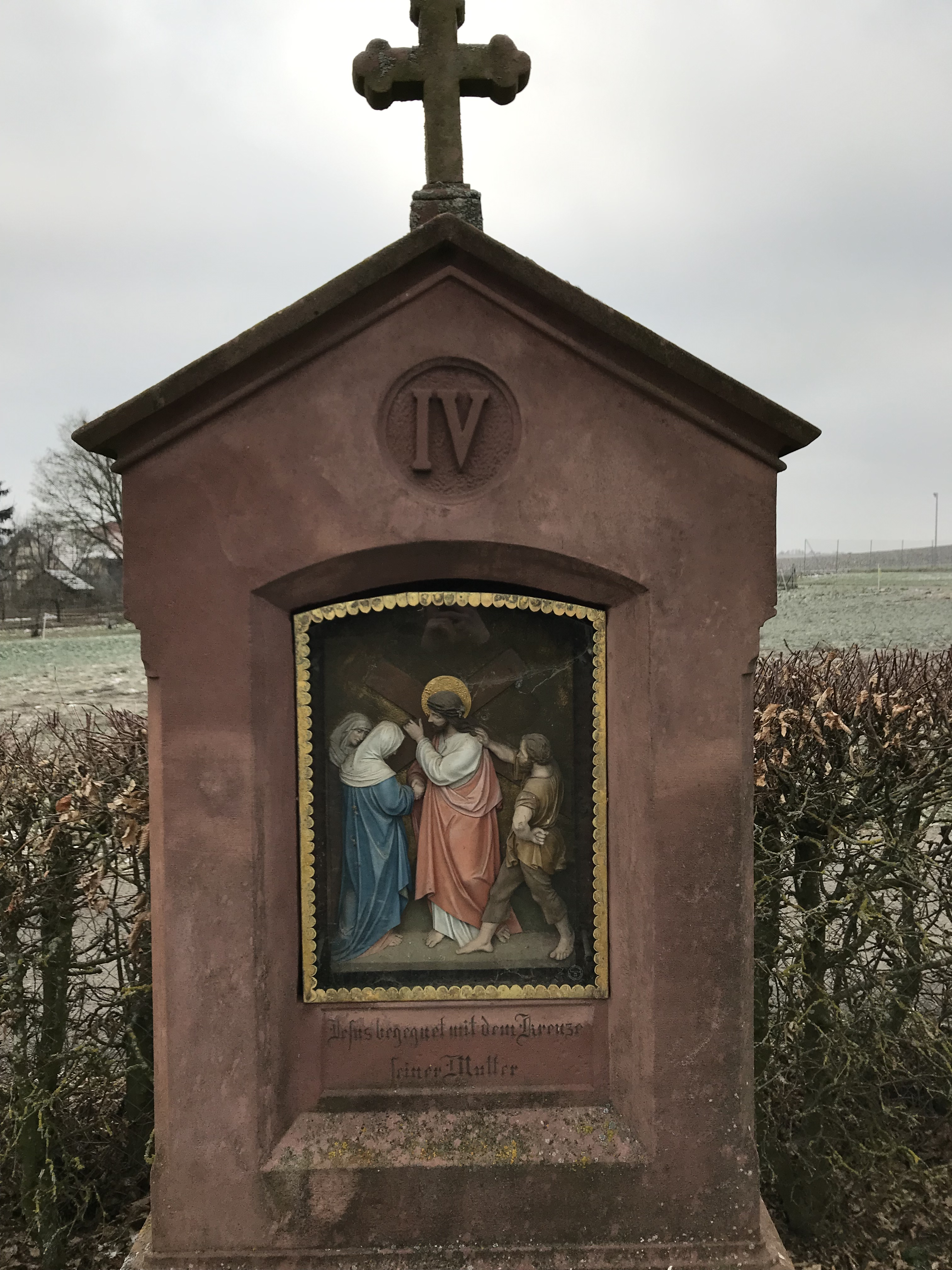
IV. Jesus begegnet mit dem Kreuz seiner Mutter
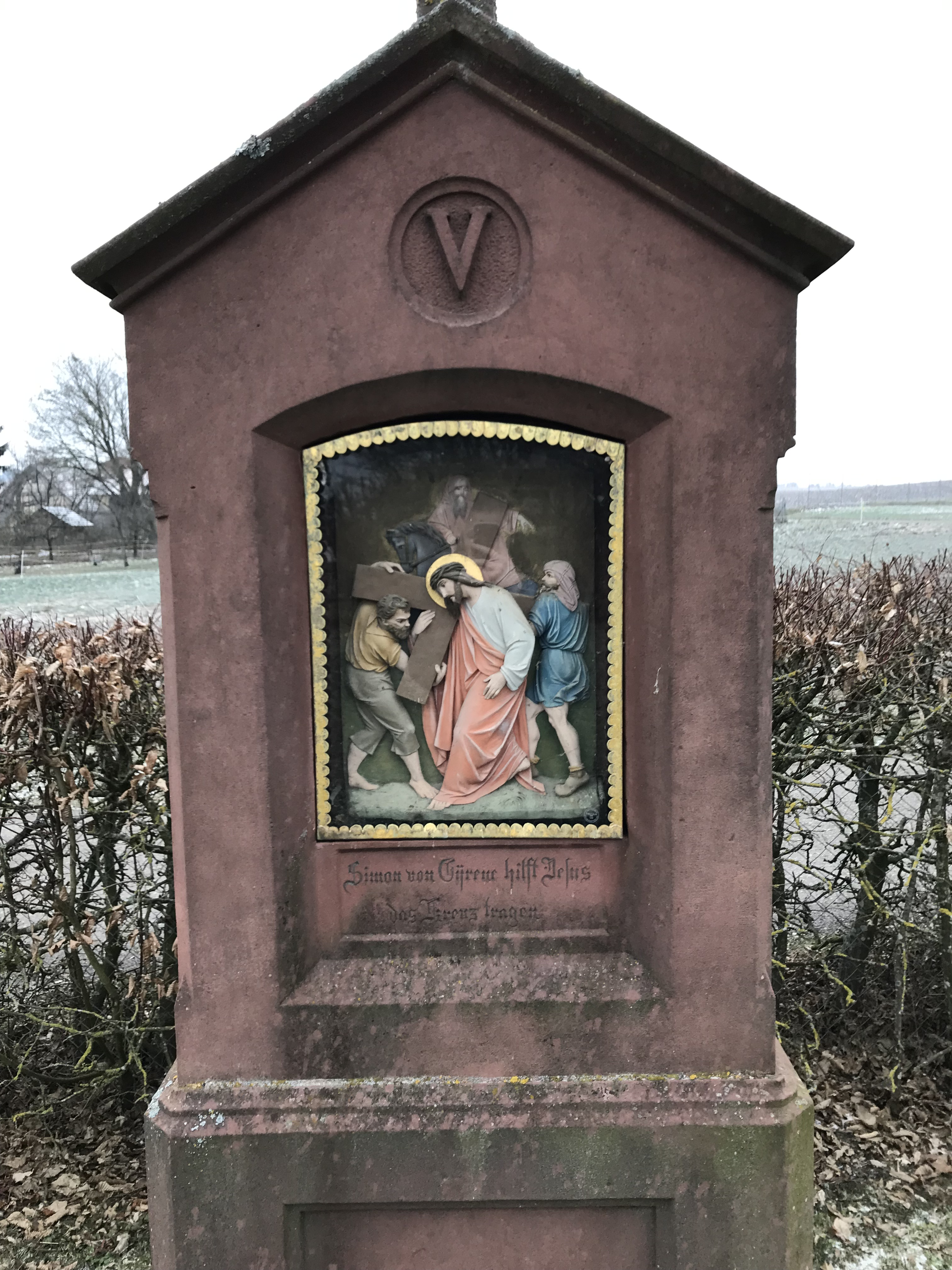
V. Simon hilft Jesus das Kreuz tragen
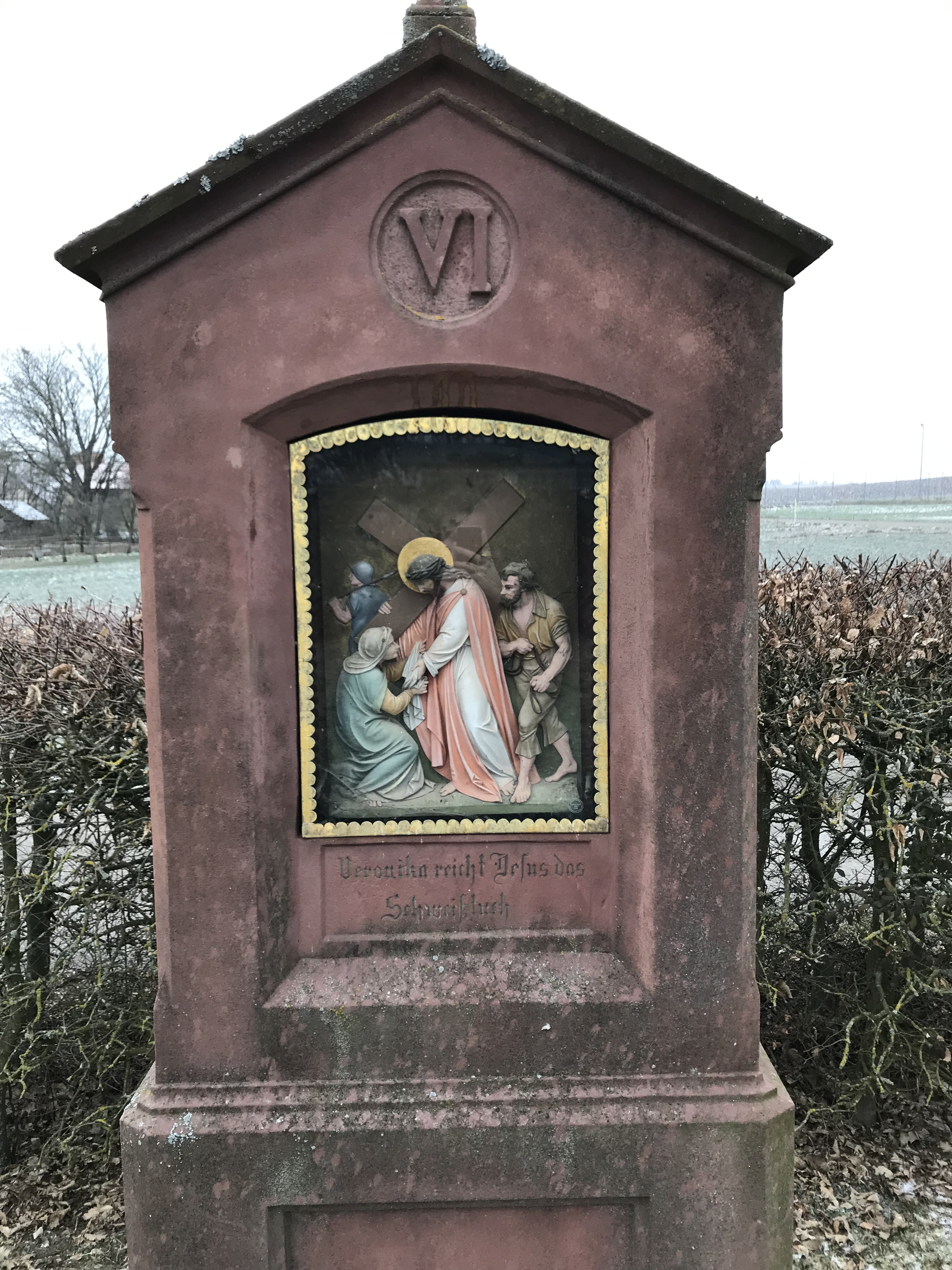
VI. Veronika reicht Jesus das Schweißtuch
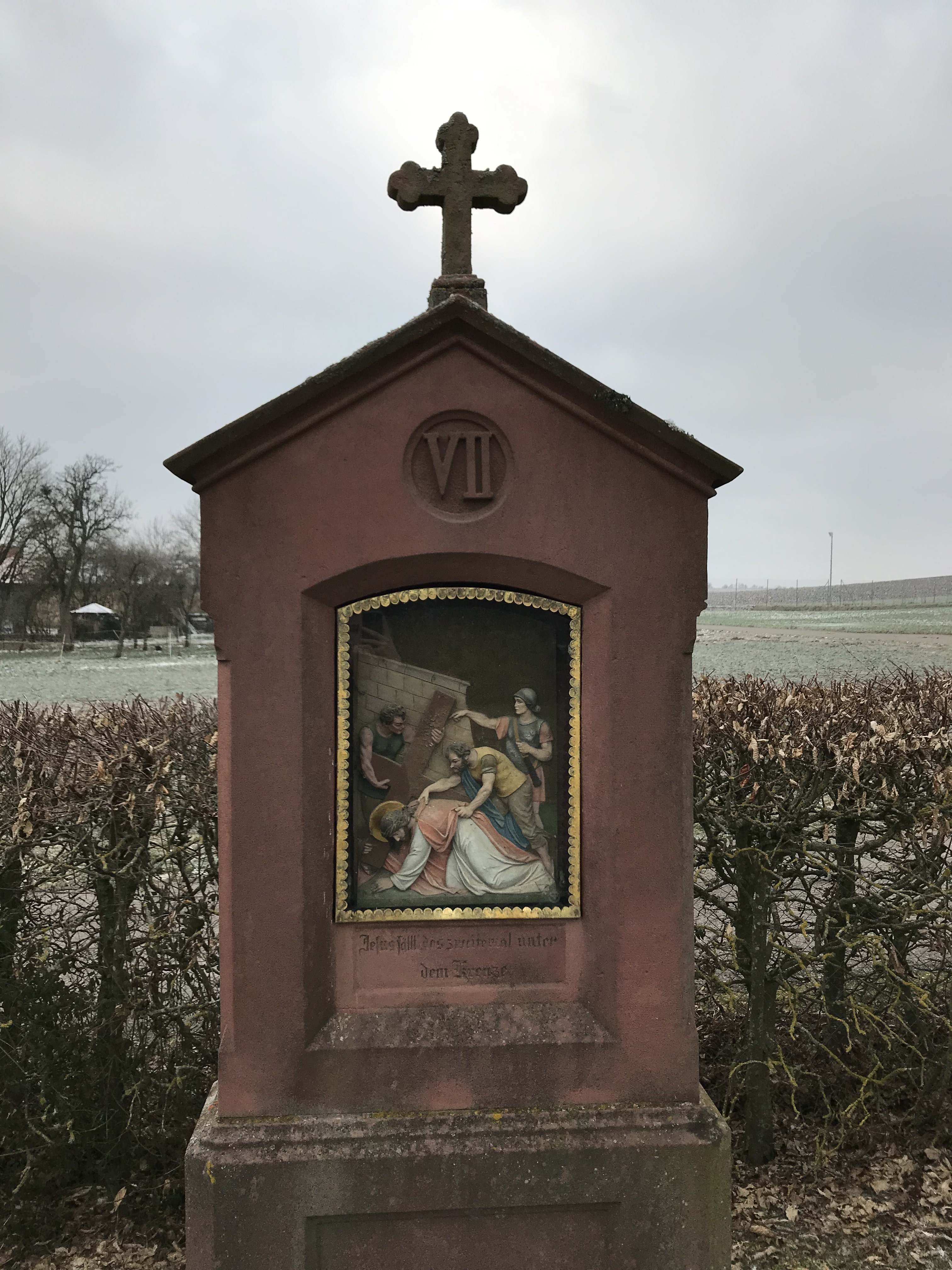
VII. Jesus fällt das zweite Mal unter dem Kreuz
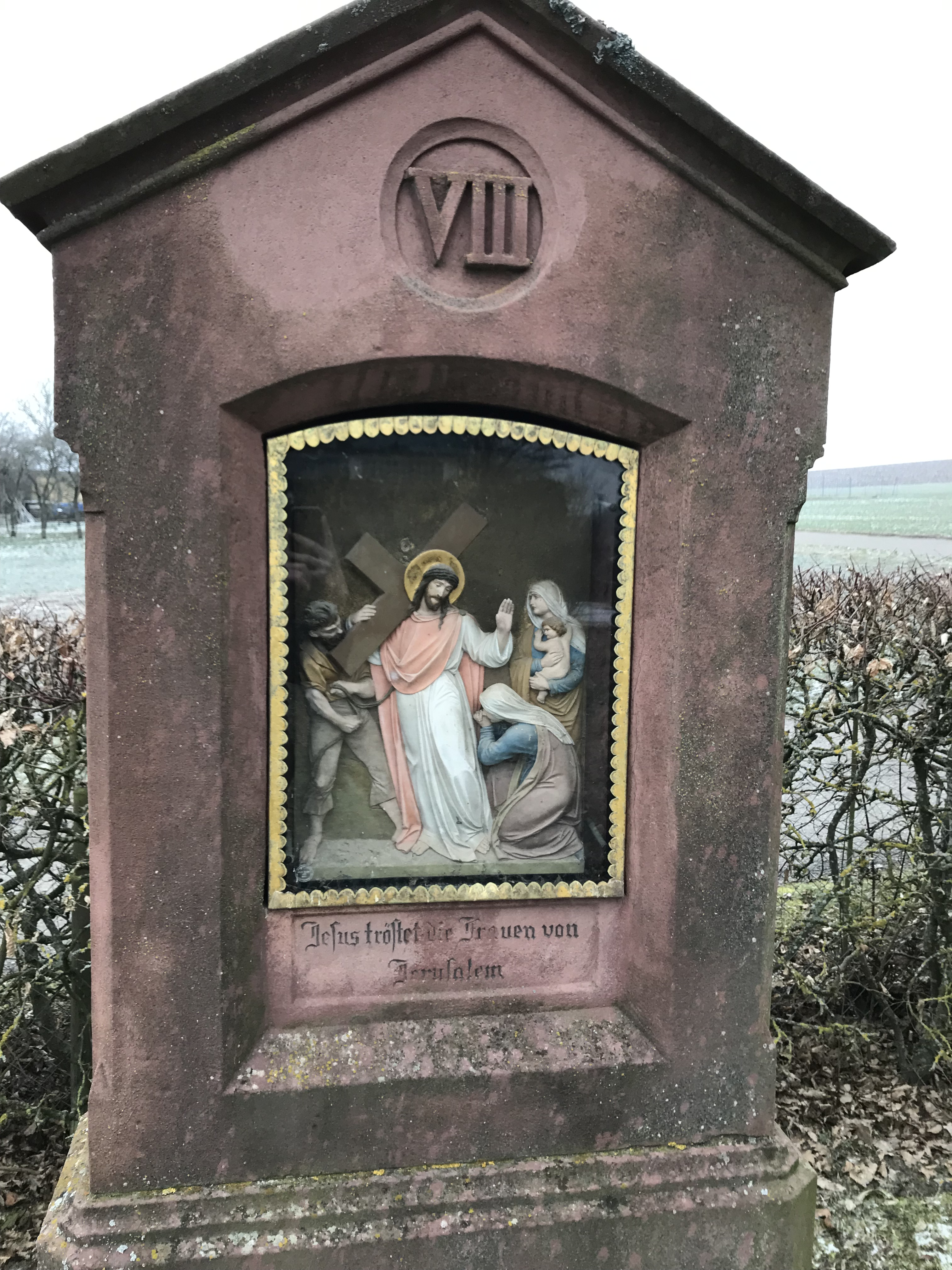
VIII. Jesus tröstet die Frauen von Jerusalem
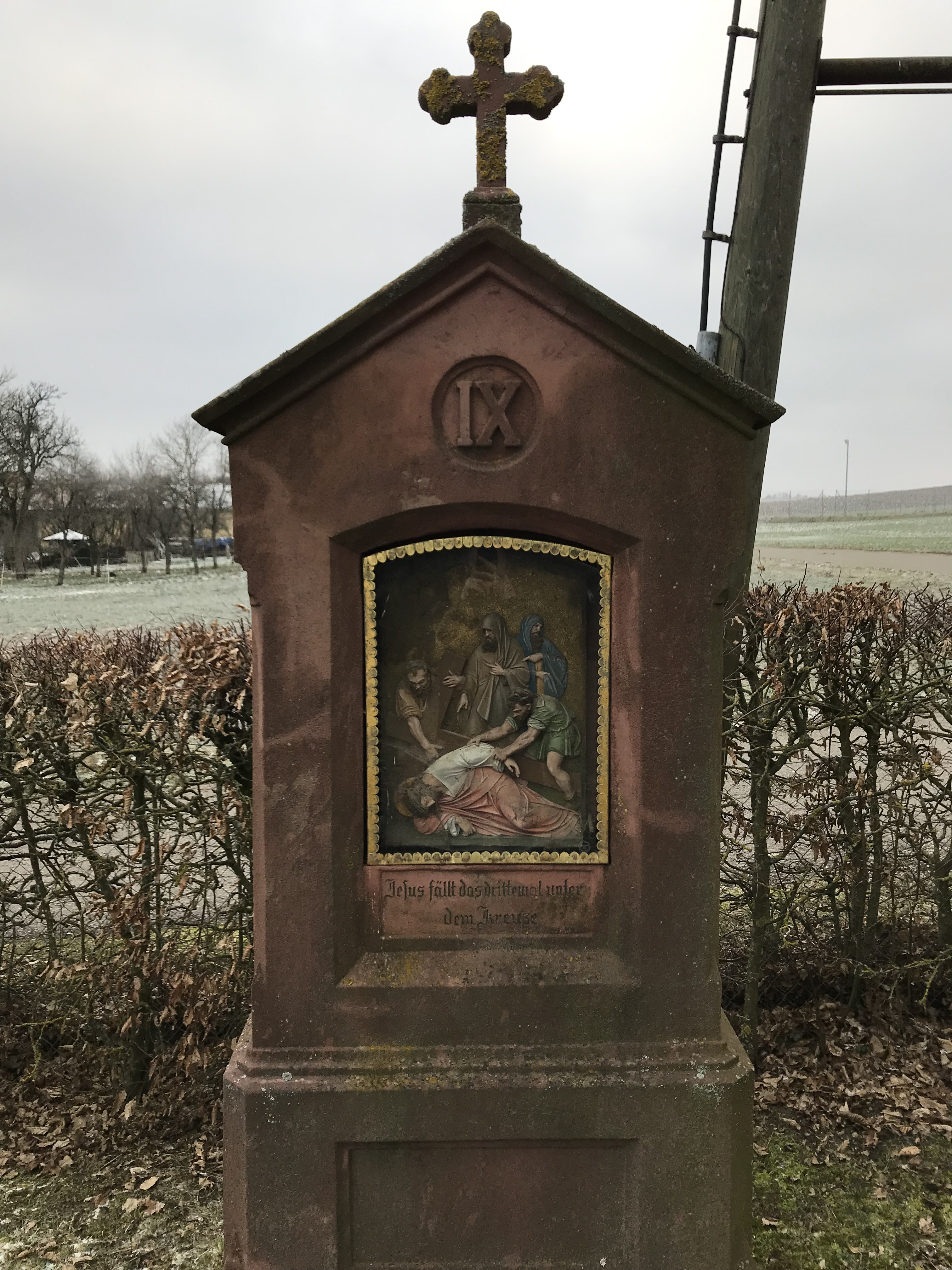
IX. Jesus fällt das dritte Mal unter dem Kreuz
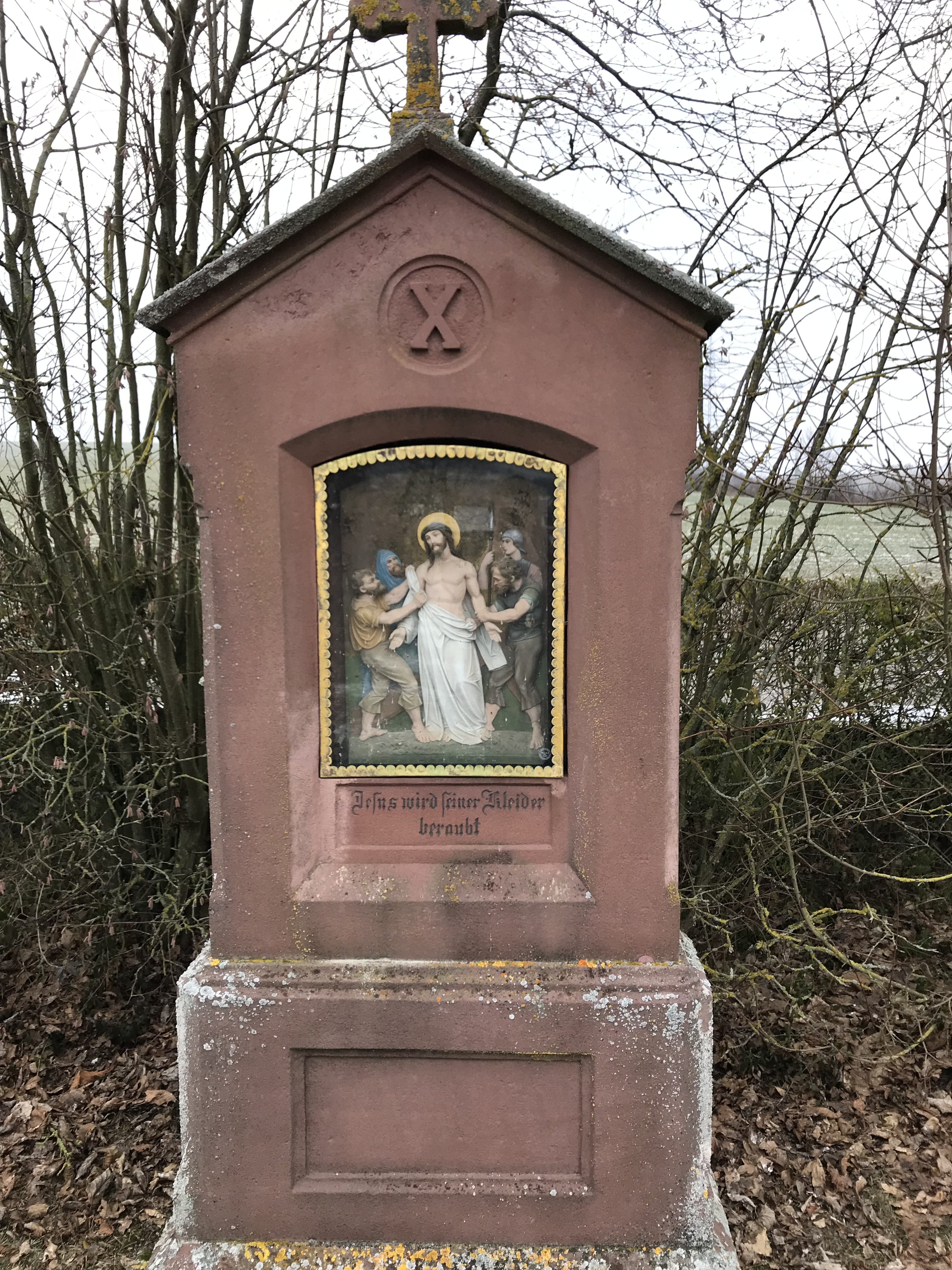
X. Jesus wird seiner Kleider entraubt
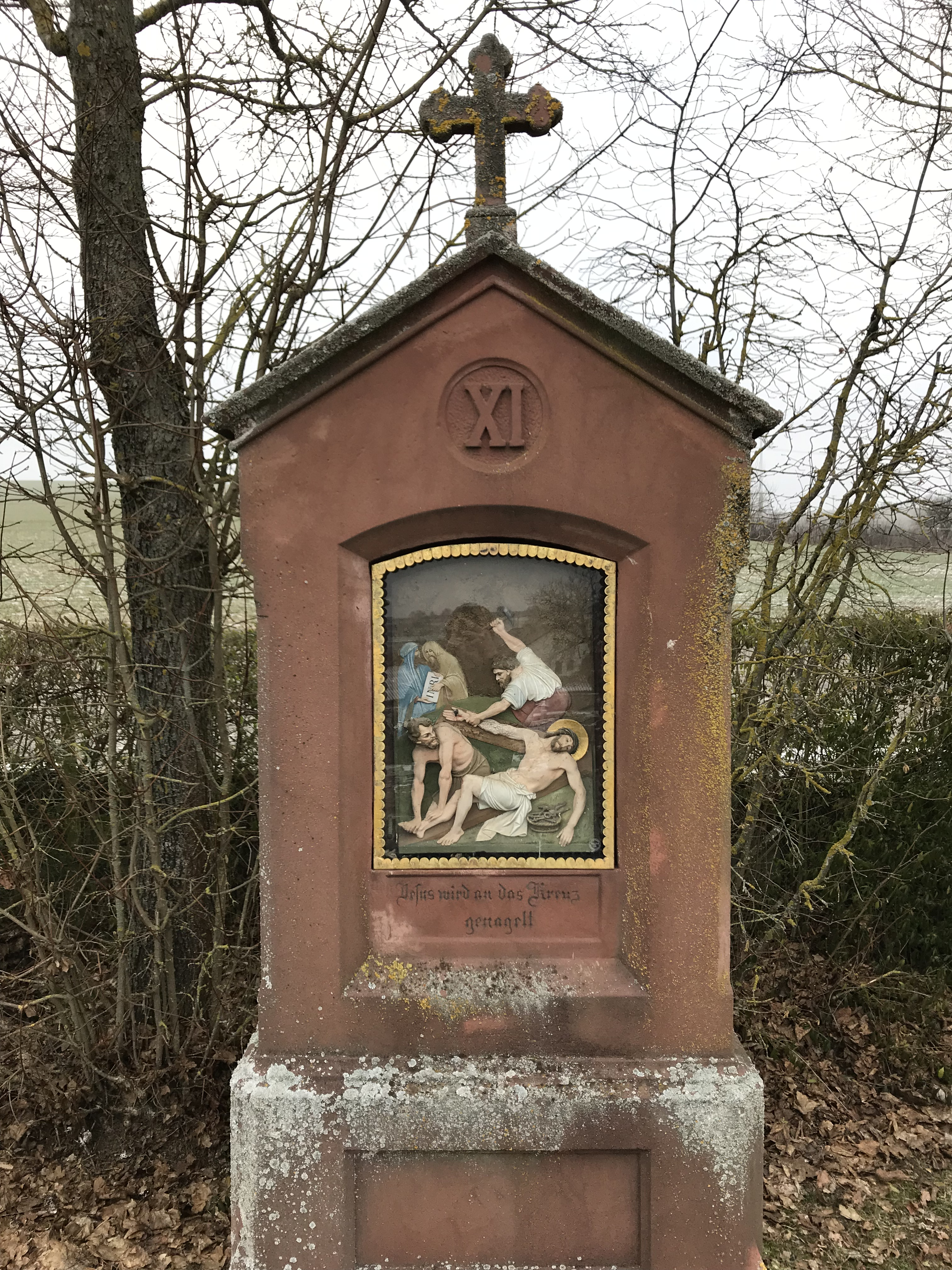
XI. Jesus wird an das Kreuz genagelt
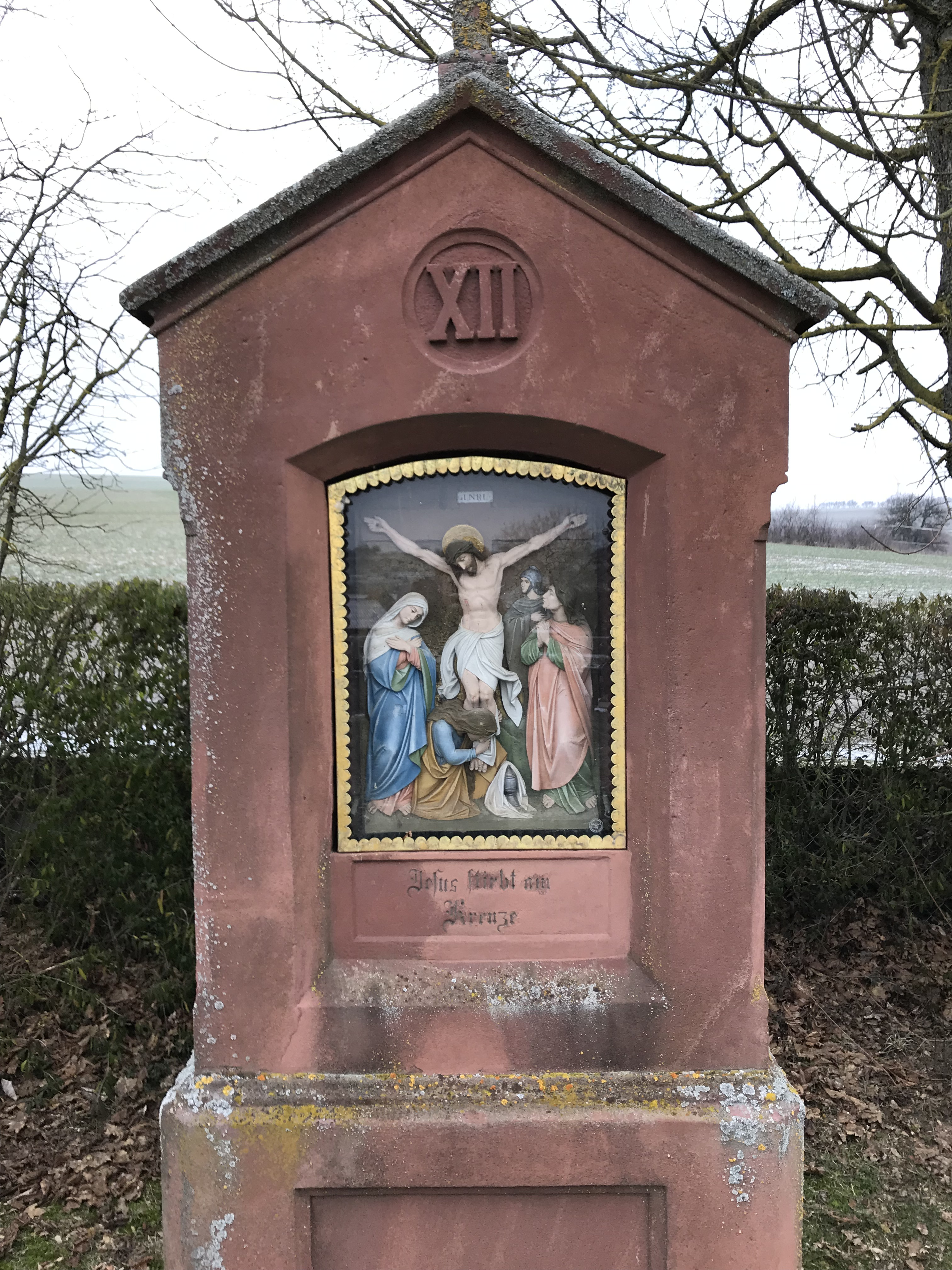
XII. Jesus stirbt am Kreuz
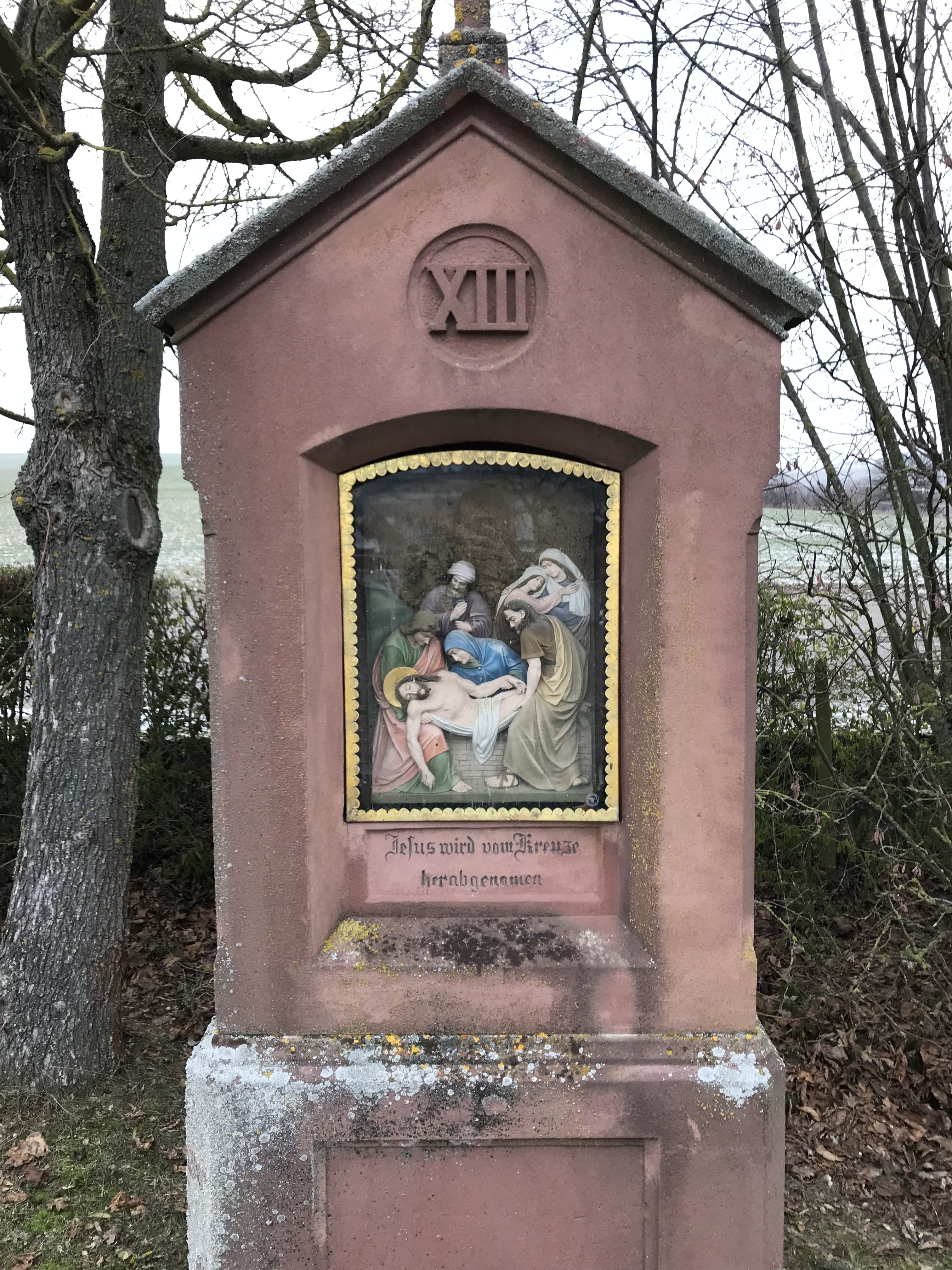
XIII. Jesu wird vom Kreuze herabgenommen
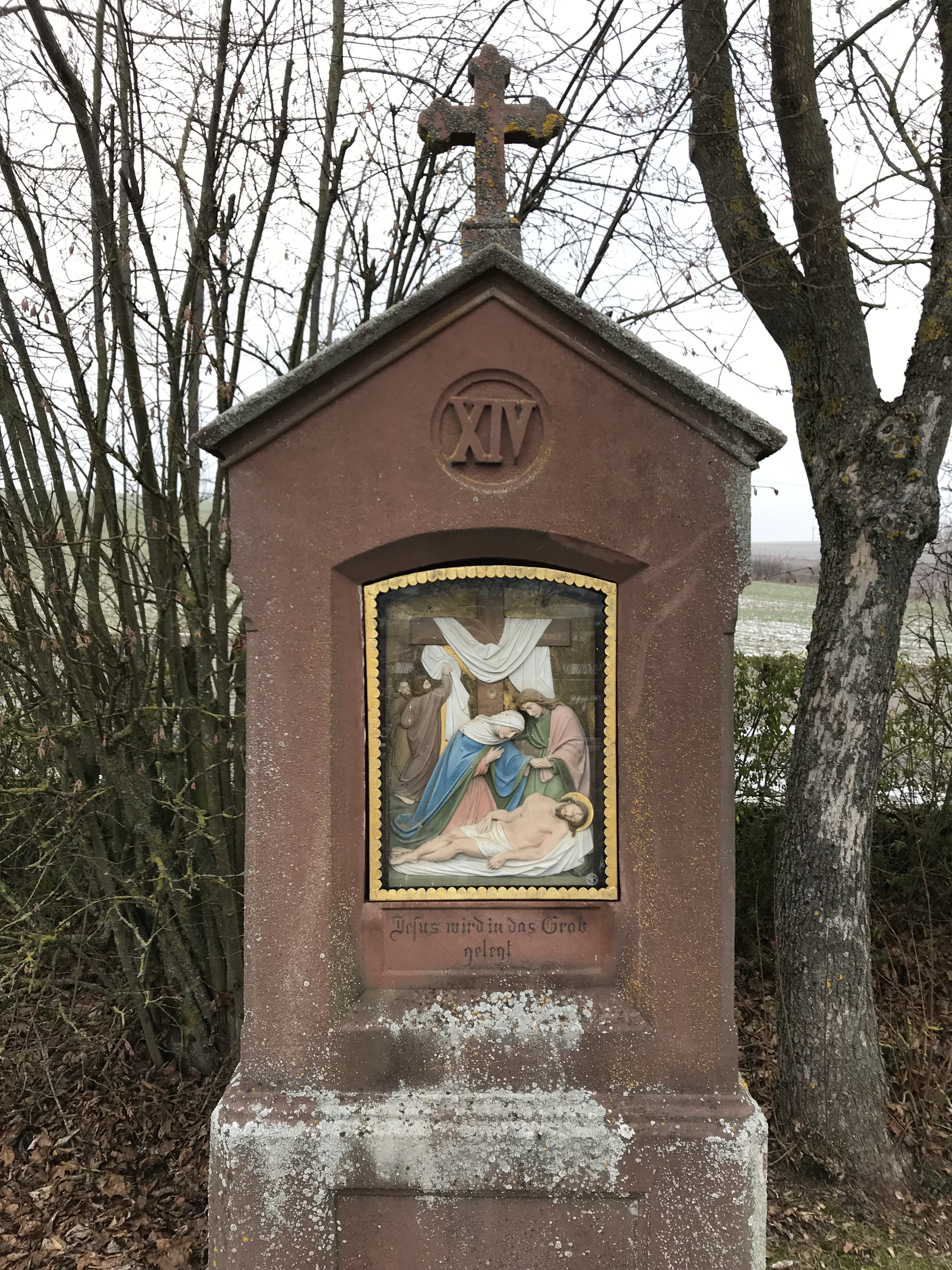
XIV. Jesus wird in das Grab gelegt